# Galaxie satellite
Pour les articles homonymes, voir Satellite.

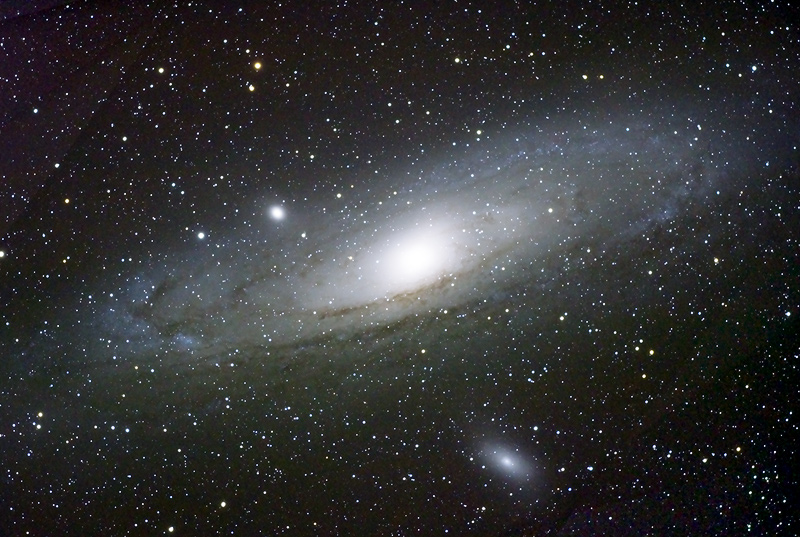
La galaxie d'Andromède avec ses deux satellites les plus proches : M32 et M110.

Une galaxie satellite gravite autour d'une plus grande galaxie.
Dans une paire de galaxies en orbite, si l'une est nettement plus grande que l'autre, alors, la plus grosse est la galaxie primaire et la plus petite, la galaxie satellite. Si deux galaxies en orbite sont de taille plus ou moins équivalentes, on dit qu'elles forment un système binaire, comparable (mais à une tout autre échelle) à un système binaire d'étoiles.
Des galaxies qui se rapprochent peuvent entrer en collision. Étant donné que les étoiles sont séparées, typiquement, par des espaces vides de plusieurs années-lumière, les objets massifs qui composent ces galaxies n'en viennent pas pour autant à se heurter ou à interagir fortement. Cependant, en les considérant comme de larges regroupements formant une unité apparente à grande échelle, les galaxies peuvent fusionner ou voir leur structure profondément remaniée. Chacune peut également attirer dans son propre cortège des étoiles provenant de l'autre galaxie, ce qui les rend éventuellement difficile à délimiter.
Une corrélation linéaire non expliquée entre le nombre de galaxies satellites et le rapport entre masse du bulbe et masse baryonique a été observée sur les trois galaxies principales du Groupe local ainsi que chez M81, Centaurus A et M101.